# Liane von Droste
Liane von Droste (* 1959 in Ofterdingen) ist eine deutsche Journalistin und Buchautorin.

## Leben
Liane von Droste wuchs im Steinlachtal bei Tübingen auf. Nach dem Abitur in Mössingen studierte sie Anglistik und Germanistik an der Eberhard Karls Universität in Tübingen. Nach dem Staatsexamen absolvierte sie ein Volontariat beim Reutlinger General-Anzeiger. Sie arbeitete als Redakteurin und als Redaktionsleiterin in Mössingen und bei der Schwäbischen Zeitung in Markdorf am Bodensee. Liane von Droste ist verheiratet und lebt mit ihrem Mann in Ofterdingen, Kreis Tübingen, in Baden-Württemberg.

## Tätigkeiten
Seit 2001 arbeitet Liane von Droste freiberuflich als Journalistin, Autorin und Dozentin für Bildungseinrichtungen, öffentliche und private Auftraggeber sowie in der journalistischen Weiterbildung im Lokaljournalistenprogramm der Bundeszentrale für politische Bildung. Für das Lokaljournalistenprogramm der bpb leitet sie Journalistenseminare, arbeitet als Gruppenleiterin und Referentin und hat zwischen 2001 und 2012 verschiedene Tagungsreader zu Modellseminaren verfasst, die sich mit Themen Migration, Politik im Lokalteil, Wirtschaft im Lokalen oder "Das Netz ist lokal" befassen. Schwerpunktthemen ihrer journalistischen Arbeit sind Migration, Europa und Leben mit Behinderung. Zwei ihrer vier Bücher befassen sich mit der historischen Auswanderung aus Deutschland in den vergangenen 250 Jahren. Sie hat dazu zahlreiche Biographien und Porträts von Deutschen in Amerika recherchiert und publiziert, die im 19. und Anfang des 20. Jahrhunderts aus Deutschland emigrierten.
Seit 2008 hat Liane von Droste einen Lehrauftrag an der Universität Tübingen im Rahmen des Studium Professionale. Seit 2014 und 2016 hat sie weitere Lehraufträge an den Universitäten Konstanz und Potsdam. Als Herausgeberin publiziert sie seit 2009 einmal im Jahr die "Lebenswege-Zeitung", für die Studierende aller Fachrichtungen der Universität Tübingen historische und aktuelle Migrationsbiografien recherchieren und verfassen.
2010 erhielt sie ein Recherche-Stipendium des Deutschen Instituts für Menschenrechte für das journalistisches Konzept zu einer Schreibwerkstatt mit behinderten Menschen zum Thema Menschen – Recht – Behinderung: Die UN-Behindertenrechtskonvention. Mit den Teilnehmern dieses Schreibprojektes gemeinsam veröffentlichte von Droste die Projektzeitung "Wir sind nicht behindert, wir werden behindert".

## Auszeichnungen
- 1993: Autorenpreis der Christophorus-Stiftung[16]

## Werke
- Lebenswege von Auswanderern. Aus dem Steinlachtal in die Welt – Portraits aus zwei Jahrhunderten. Tübingen: Attempto, 2008, ISBN 978-3-89308-403-6.
- Neele ist da geblieben: Portraits und Reportagen. Glienicke / Nordbahn: Ed. Steinlach, 2010, ISBN 978-3-00-030840-6.
- Dazwischen der Ozean: Biografien, Erinnerungen und Briefe von Deutschen in Amerika nach 1848. Glienicke: Ed. Steinlach, 2013, ISBN 978-3-9815658-0-5.
- Zeitbilder – die Erbe-Chronik. Medizintechnik aus Tübingen 1851–2015. Glienicke: Ed. Steinlach, 2015, ISBN 978-3-9815658-1-2.
- Images in Time - the Erbe Chronicle. Medical Technology from Tübingen 1851–2015. Glienicke: Ed. Steinlach, 2015, ISBN 978-3-9815658-2-9.